# Donnerstag
Der Donnerstag, bairisch auch Pfinztag, ist gemäß mittelalterlicher Wochentagszählung der fünfte (kirchenlateinisch. quinta feria), nach international standardisierter Zählung gemäß ISO 8601, die Montag als Wochenbeginn festlegt, der vierte und damit mittlere Wochentag.

## Etymologie
Der Donnerstag war bei den Babyloniern deren Hauptgott Marduk zugeordnet; bei der Übernahme der orientalischen Wochentagsnamen ins Griechische wurde er als ἡμέρα Διός hēméra Diós ‚Tag des Zeus‘ und danach im Lateinischen als Jovis Dies ‚Tag des Jupiter‘ wiedergegeben, was sich in meisten romanischen Sprachen fortsetzt, so zum Beispiel in französisch jeudi, spanisch jueves, italienisch giovedì. Im Germanischen wurde Jupiter mit dem Donnergott Donar/Thor gleichgesetzt, wodurch sich mittelhochdeutsch donerstag, althochdeutsch donrestac, bei Notker toniristac, mittelniederländisch donresdach, altfriesisch Thunersdei, nordfriesisch Türs dei, englisch Thursday, dänisch Torsdag erklären.
Ein anderes verbreitetes Benennungsmotiv ist die Stellung als fünfter Tag der Woche. Dementsprechend heißt der Tag zum Beispiel im Isländischen fimmtudagur, im Hebräischen יוֹם חֲמִישִׁי jom chamischi, im Kirchenlatein quinta feria > portugiesisch quinta-feira, griechisch πέμπτη ἡμέρα pémptē hēméra ‚fünfter Tag‘; diese griechische Namensform führt, möglicherweise über gotische Vermittlung, zu bairisch Pfinztag (vgl. Bairische Kennwörter).
Im Schweizer Kanton Wallis und in den vom Wallis aus besiedelten Ortschaften in den italienischen Alpen (Südwalser) wird der Donnerstag auch Frontag genannt. Im Vorderglied steckt althochdeutsch frôn ‚dem Herrn gehörig, den Herrn betreffend‘, wobei der konkrete Bezug unklar ist.
Auf Hindi erscheint der Name als गुरुवार guruvār ‚Tag des Lehrers‘ oder बृहस्पतिवार bṛhaspativār ‚Tag des Brihaspati‘, einer Gottheit, die als Lehrer der Götter angesehen und mit dem Planeten Jupiter identifiziert wird.

## Besondere Donnerstage
Es gibt mehrere bewegliche Feiertage, die immer auf einen Donnerstag fallen. Gründonnerstag ist der Gedenktag für das in der Bibel beschriebene letzte Abendmahl von Christus mit seinen Jüngern am Vorabend des Karfreitag. Auch der Bibel nach fand Christi Himmelfahrt am 40. Tag nach Ostern statt, also am vorletzten Donnerstag vor Pfingsten. Das katholische Fest Fronleichnam ist liturgisch mit dem Gründonnerstag verbunden und findet daher ebenfalls am Donnerstag statt, und zwar am zweiten nach Pfingsten. Regional unterschiedlich ist der Donnerstag vor dem Aschermittwoch als Weiberfastnacht, Fettdonnerstag oder Schmotziger Donnerstag ein wichtiger Einschnitt in der Karnevalszeit. Siehe auch den Artikel „Brückentag“.

In den USA feiert man Thanksgiving immer am vierten Donnerstag im November.
Von 1989 bis 1996 war der Lange Donnerstag als Dienstleistungsabend an den Donnerstagen, die nicht auf Feiertage fielen, ein erster Vorstoß zur Liberalisierung des Ladenschlussgesetzes. 1929 begann der Börsenkrach in New York am Schwarzen Donnerstag. In der Deutschen Marine und Handelsmarine gilt der Donnerstag als Seemannssonntag.
Im ZDF lief von den 1970ern bis in die 1990er die Dauerwerbesendung Schaufenster am Donnerstag. Im Österreichischen Rundfunk lief von 2002 bis 2012 Donnerstag Nacht, seit der Verlegung auf den Dienstagabend heißt die Programmschiene DIE.NACHT. Von 2004 bis 2010 bzw. 2011 lief auf ORF eins und 3sat die satirische Late-Night-Show Dorfers Donnerstalk immer am Donnerstag.
An Donnerstagen liefen in Deutschland auch gewöhnlich die neuen Kinofilme an (in den USA gewöhnlich an Dienstagen; auch Softwarehersteller veröffentlichen ihre Updates [z. B. für Windows] und neuen Programme oft an Dienstagen). Dies hat sich bezüglich der Filmstarts mittlerweile auf Freitage oder Samstage verschoben. 
Wonniger Donnerstag (1954) ist ein Roman von John Steinbeck. Der Donnerstag (1964) ist eine Commedia all’italiana von Dino Risi.